# 平正衡
平 正衡（たいら の まさひら）は、平安時代中期の武将。伊勢平氏の棟梁・平正度の五男。官位は従四位下（一説には従五位下）、検非違使、右衛門尉、出羽守。

## 略歴
父祖同様に伊勢国を本拠地として活動、承保2年（1075年）には天台宗の僧良心と結託し同国桑名郡における東寺の末寺多度神宮寺を天台の別院と称してその所領荘園などを押妨した。これは結果的に朝廷の裁定により認められなかったが、伊勢における正衡の活発な軍事行動の一端を示す事例と言える。
他方、都で藤原師実に仕え、京周辺の警察活動にも従事する。承暦3年（1079年）に起こった延暦寺の僧兵による強訴に際しては、源頼綱や兄・季衡らと共に出動し都の防衛に当たっている。康和元年（1099年）の除目で出羽守に就任。それ以降の事績は不詳である。
嫡男・正盛は白河院の庇護の下中央政界に進出、忠盛、清盛と続く平家隆盛の基礎を築いたことで知られる。

## 系譜
- 父：平正度
- 母：不詳
- 妻：不詳
  - 嫡男：平正盛